# Казімерово (Підляське воєводство)
Казімерово (пол. Kazimierowo) — село в Польщі, у гміні Міхалово Білостоцького повіту Підляського воєводства.
Населення — 191 особа (2011).
У 1975-1998 роках село належало до Білостоцького воєводства.

## Демографія
Демографічна структура станом на 31 березня 2011 року:
|          | Загалом | Допрацездатний вік | Працездатний вік | Постпрацездатний вік |
| -------- | ------- | ------------------ | ---------------- | -------------------- |
| Чоловіки | 103     | 16                 | 75               | 12                   |
| Жінки    | 88      | 14                 | 49               | 25                   |
| Разом    | 191     | 30                 | 124              | 37                   |